# Ђуричић (презиме)
Ђуричић је српско презиме, које се такође јавља и код припадника хрватског народа. Према распрострањености, у Србији се позиционира на преко 800 мјесто. Презиме је изведено из имена Ђуро, Ђурица и додавања суфикса -ић.
Ђуричићи у Хрватској су углавном Хрвати, највише их је из околице Осијека. У ранијем периоду доста их је било и у Бјеловару.

## Помињања у изворима
У изворима до сада обрађеним у пројекту Acta Croatica, презиме се спомиње први пут 1902. године у извору Први адресар града Загреба.
Помен у књигама Цркве Свете Тројице у Мостару у 19. вијеку.

## Поријекло

### Одређене породице у изворима
ЂУРИЧИЋ (п), старе херцеговачке породице. Настањени су у Вратковићима и Гаревој (Гацко), Раптима (Бобани, Требиње), Невесињу, Мостару... У Гареву је “Ђуричића дјед” доселио из Вратковића. У Рапти су дошли у првој половини 18. вијека из оближњег Маљевог Дола гдје и данас постоје остаци њихових кућа. Сматра се да су Ђуричићи старином из Лисине, селишту између Жакова и Туља у Попову. Из Лисине су “врло давно” прешли у Маљевом Долу. Тврди се да су једна од најстаријих породица у Бобанима. Славе Јовањдан (59:197.270). 
Од гатачких Ђуричића потиче народни херој Блажо (Алексе) Ђуричић, рођен 1914. године у Пуеблу (САД).(168:231,232).
ЂУРИЧИЋИ, 1 кућа у Боботовом гробљу. Доселили су из Гацка, село Бодежишта, у Вратковиће око 1830. године. Доселио је Сава Ђуричић. Сава је имао Остоју, а Остоја Луку и Риста. Приликом повлачења границе измећу Црне Горе и Аустро-Угарске 1878. године, Ристо пређе у црногорску границу, у Боботово гробље, а Лука остане у Вратковиће, гдје му и данас живе унуци Милан и Алекса, Јованови синови.
Ристо је имао Василија и Николу. Од Николе нема насљедства, а Василије је имао Радована и Блажа. Блажо је погинуо 1944. године, као партизан. Радован живи у Боботовом гробљу и има сина Јована и Милоша. Јован Радованов има Блажа и Бранка.
Ђуричића има у Гацку, у Гареви и Бодежиштима. 
Генеалогија, пасови: Блажо (дијете), Јован, Радован, Васиљ, Ристо, Остоја, Сава.

## Распрострањеност
Распрострањено је широм Балкана. 
Постоји у селу Осјечанима.
Презимена Ђуричић по мјестима живљења има и Колубари и Подгорини (Братачић, Брезовице, Кланица, Козличић, Рајковић, Тубравић).
Влашка, Кораћица, Поповић, Раља, Рожанци.

## Познати људи
Значајни људи са овим презименом су
- Александар Ђуричић (Пожаревац, 1. октобар 1982.) српски драмски писац и књижевник.
- Архимандрит Теофил (Ђуричић), (световно Срето Ђуричић; Вуковар, 26. фебруар 1977) архимандрит је Српске православне цркве и старешина Манастира Дуге Њиве.
- Блажо Ђуричић (Пуебло, 26. април 1914 — Сарајево, 29. мај 1991) био је учесник Народноослободилачке борбе, инжењер, генерал-мајор ЈНА, друштвено-политички радник СР Босне и Херцеговине и СФРЈ и народни херој Југославије.
- Бранимир Ђуричић, новинар РТРС и предсједник Скупштине Удружења новинара РС
- Бранислав Бане Ђуричић (Београд, 6. октобар 1925. - Београд, 11. мај 2007.), је био српски новинар, хумориста и сатиричар.
- Богдан Ђуричић (Љубљана, 31. мај 1950 — Београд, 11. децембар 2008) био је српски биохемичар, редовни професор и декан Медицинског факултета Универзитета у Београду, академик САНУ.
- Бошко Ђуричић (Јагодина, 1913 — Урије, код Бугојна, 19. јул 1942) био је правник и учесник Народноослободилачке борбе.
- Бошко Ђуричић (10. јануар 1950, Врело, Калесија) пуковник Војске Републике Српске и Војске Југославије у пензији.
- Војин Ђуричић,  економиста, министар (Београд, 23. фебруар 1888. - Београд, 29. јул 1944.)
- Драган Ђуричић (Богатић, 1961 – Богатић, 2003) био је српски сликар.
- Драгољуб Ђуричић, југословенски музичар поријеклом из Црне Горе.
- Илија Ђуричић (Београд, 18. јул 1898 — Београд, 2. април 1965) био је српски ветеринар, професор Ветеринарског факултета универзитета у Београду и председник Српске академије наука и уметности.
- Јаков Ђуричић (Једини Бор код Цетиња, Црна Гора, 16. V 1942 -- Београд, 1. VII 2014) је био сликар, графичар и универзитетски професор.
- Јасна Ђуричић, српска је позоришна, телевизијска и филмска глумица.
- Јован Ђуричић, географ, универзитетски професор (Стејановци код Руме, 1. IX 1931—Нови Сад, 8. VIII 2004).
- Јован Ђуричић Биорац, (Ириг, 1844 — Рума, 2. фебруар 1912) био је трговац и велепоседник и добротвор.
- Марко Ђуричић (Ваљево, 26. март 1861 — Карлове Вари, 2. август 1926) био је српски правник и политичар.
- Милан Ђуричић, познат као Ђуми, је био кошаркашки тренер
- Мирослав Ђуричић, познатији као Мики, бивши учесник ријалити програма Велики брат
- Милош Ђуричић (Београд, 27. септембар 1983) српски је филмски, телевизијски и позоришни глумац.
- Младен Ст. Ђуричић, бродарски капетан, књижевник (Заблаће код Шапца, 8. III 1889—Београд, 20. IX 1987).
- Саша Ђуричић, (рођен 1. августа 1979. године у Сарајеву) је бивши хрватски фудбалер
- Тихомир Ђуричић (21. април 1959) је српски политичар.
- Филип Ђуричић, српски фудбалер
- Нада Бањанин Ђуричић, професорка социологије, ауторка и едукаторка о Холокаусту, суоснивачица Центра за примењену историју